# Nechbet
Nechbet of Nekhbet (Nḫbt), ook ‘’’Nechebit’’’ gespeld, was de waarschijnlijk oudste godin in de Egyptische mythologie, die in de pre-dynastieke periode (ca. 4000–3300 v.C.) aanvankelijk lokaal vereerd werd te Necheb (huidige site van El-Kab 80 km ten zuiden van Luxor gelegen), hoofdstad van de derde Nomos, waarvan zij schutsgodin was en in welke plaats zich ook het oudste orakel bevond. Haar naam betekent “die van Necheb”.
Zij was de giergodin die uiteindelijk het zuiden (Boven-Egypte) voorstelde en wier symbool vanaf de eenmaking met het noorden (Beneden-Egypte) samen met de uraeus van de daar vereerde Wadjet het voorhoofd van de farao sierde. Deze twee godinnen, samen de Twee Vrouwen genoemd, vormden tevens de aanhef van een van de vijf namen van de farao: de nebty naam of de hiërogliefen voor “[z/hij] van de Beide Heerseressen...”.
Vanaf minstens het Oude Rijk ontstond een nauwe band met het koningschap en werd Nechbet als kroongodin met de Witte kroon geassocieerd. In de Piramideteksten wordt zij met een voorstelling in de vorm van een grote witte koe als Moedergodin afgeschilderd. De Grieken stelden haar gelijk met Eileithyia.

## Naam en epitheta
Nechbet is in feite geen naam maar een verwijzing: “Die van Necheb”. De moedergodin in kwestie werd ook wel “de Geheime” genoemd. Verder zijn in een aantal papyrussen nog deze epitheta aangetroffen:
- De Witte van Nechen
- De Zilveren
- Vrouwe van het Grote Huis
- Boog-samenbindster (duidend op de volkeren die ze verenigt)
- Grote Wilde Koe/ die in Necheb verblijft (Piramideteksten 729a, 911 en 1566a).

Nebet-Schemau (Nbt-Šmˁw) was de titel voor Vrouwe van Boven-Egypte.
Haar sterrenbeeld was Hoeret, waarmee ze ook met Neith werd gelijkgesteld. De Grieken stelden haar gelijk met Eileithyia toen ze afbeeldingen aantroffen waar zij het goddelijk faraokind voedt en beschermt. Vanwege haar nauwe band met de Maan werd zij historisch ook met Selene gelijkgesteld.

## Afbeelding en attributen
Nechbet werd vooral in de begindagen van haar verering afgebeeld als een gier, en droeg dan de sjenring, een eeuwigheidssymbool dat later ook door een aantal andere goden werd overgenomen.
Alan Gardiner identificeerde de gier die in de religieuze iconografie werd gebruikt als van het type vale gier (In het Engels Griffion vulture, wat een verband met de latere griffioen suggereert). Na de koppeling met de Cobragodin werd zij ook wel als een slang afgebeeld, maar droeg dan ter verduidelijking de Witte kroon. Met gespreide vleugels beduidt zij als slang de bescherming van het koningschap. Ook de twee slangen aan het gevleugeld zonnesymbool worden wel beschouwd als verzinnebeelding van Nechbet en Wadjet.
In antropomorfe vorm werd de godin als een vrouw afgebeeld met een gierenkap op het hoofd, eventueel ook de Witte kroon, en vleugels.
In de tijd van het Nieuwe Rijk verscheen de gier naast de uraeus op het hoofdgarnituur waarmee overleden farao’s werden bijgezet. Traditioneel herinnerde dit aan de twee landsgodinnen Wadjet en Nechbet, maar volgens Edna R. Russmann moet in deze nieuwere context eerder aan Isis en Nephthys worden gedacht, twee godinnen die intussen met begrafenisrituelen waren geassocieerd.

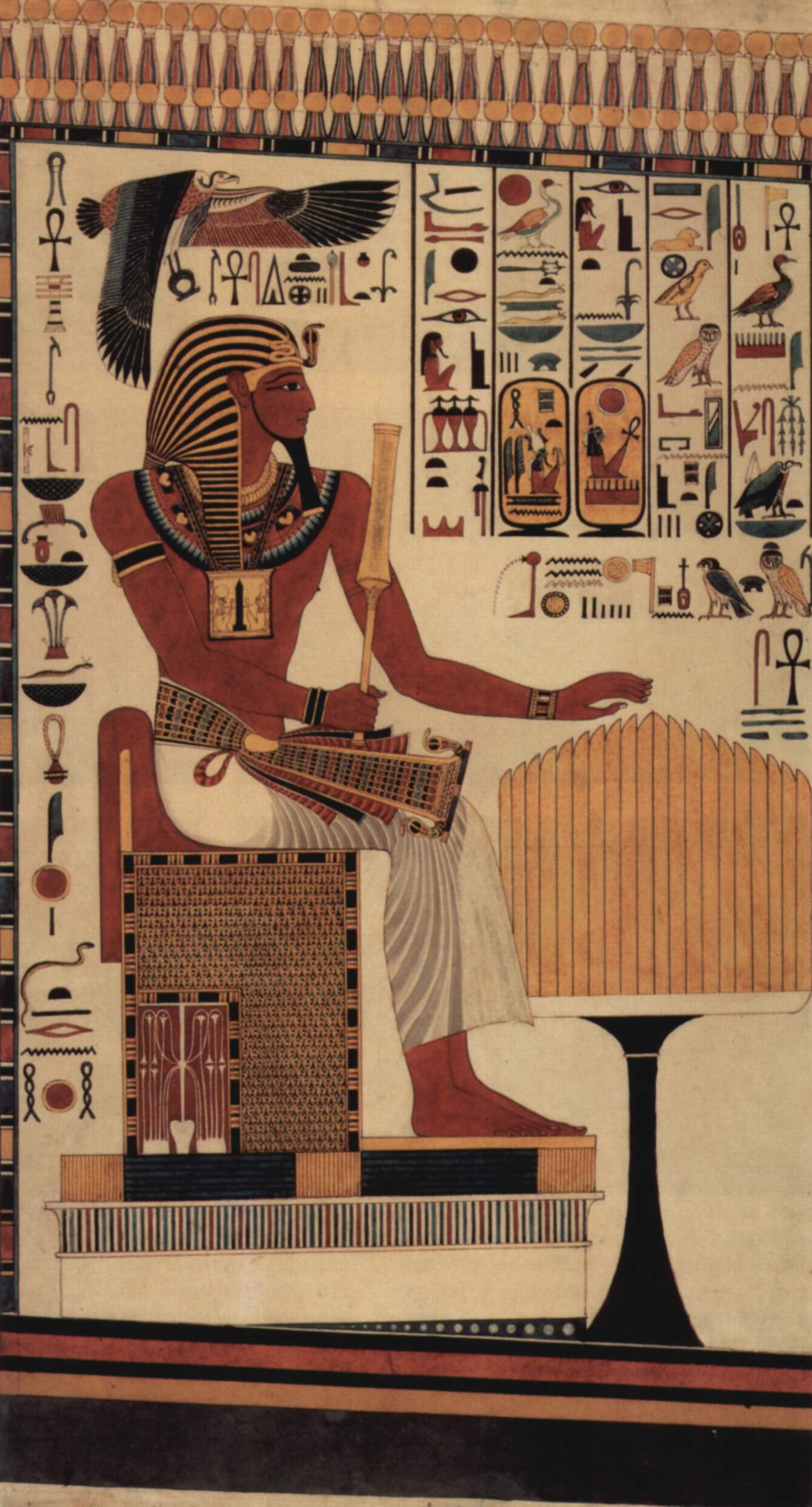
Goddelijke beschermer

Meestal hing Nechbet als een gier met gespreide vleugels geschilderd aan het plafond van de tempels, en boven de afbeelding van de koning(in), met een sjen ring in de klauwen (symbool voor oneindigheid of “geheel” of “alles”). Als beschermgodin van de farao werd zij ook wel als het goddelijk aspect van de machthebber gezien. Het was in die hoedanigheid dat ze de Moeder der Moeders was, en werd gelijkgesteld met de Grote Witte Koe van Necheb.
In bepaalde teksten van het Egyptisch Dodenboek wordt naar Nechbet verwezen als “Vader van de Vaders, Moeder van de Moeders, die van het Begin af bestaat en deze Wereld heeft geschapen”.

## Cultus
In Pre-dynastiek Egypte was het woord voor ‘gier’ Mut, dat in de naam van de godin Mut van Thebe is behouden gebleven. De priesteressen van de godin Nechbet werden “muu” genoemd (moeders) en voerden hun rituelen uit in gewaden die van veren van de Egyptische gier waren gemaakt.
Te Necheb, oorspronkelijk een necropolis of dodenstad, bevond zich het oudste orakel van Egypte in het heiligdom van Nechbet, de moedergodin van Necheb. De dodenstad vormde tegen het eind van de Proto-dynastieke Periode (ca. 3200–3100 v.C.) en waarschijnlijk ook de vroeg-dynastieke periode (ca. 3100–2686 v.C.), de evenknie van Nechen, de godsdienstig-politieke hoofdstad van Opper-Egypte. De oorspronkelijke vestigingsplaats op de site van Nechen dateert van Naqada I of late Badaricultuur. De stad telde op haar hoogtepunt vanaf ca. 3400 v.C. op zijn minst 5000 inwoners, mogelijk het dubbele.
Toen de cultusplaats aan belang won doordat de moedergodin tot landsgodin van heel Boven-Egypte werd, ontstonden op veel andere plaatsen heiligdommen aan haar gewijd en werden tempels voor haar gebouwd.
Het cultuscentrum van Nechbet had volgens Wilkinson een opvallend groot tempelheiligdom te El Kab, al is er vandaag nog weinig van over. Van de heiligdommen die er in de oudste tijden ongetwijfeld stonden is niets teruggevonden, maar wel van ruïnes die dateren uit de latere Dynastieke periode. Van het Middenrijk en het Nieuwe Rijk zijn slechts sporen overgebleven.
Nadat Nechbet de beschermgodin van Opper-Egypte was geworden, was het logisch dat zij bij de vereniging van de twee landen samen met haar equivalent van Beneden-Egypte, Wadjet, het paar vormde dat de Twee Vrouwen werd genoemd.
In oorsprong was Nechbet sterk verwant met Moet en Tefnoet. De morgengod Hapi werd haar als echtgenoot toebedacht en de waterlelie, als embleem van Boven-Eypte, tot plant.

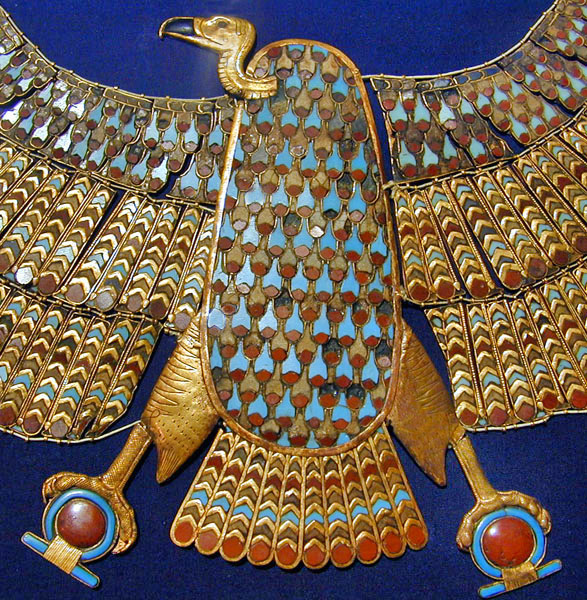
Juweel uit de schat van Toetanchamon